# Jaskinia pod Dachem

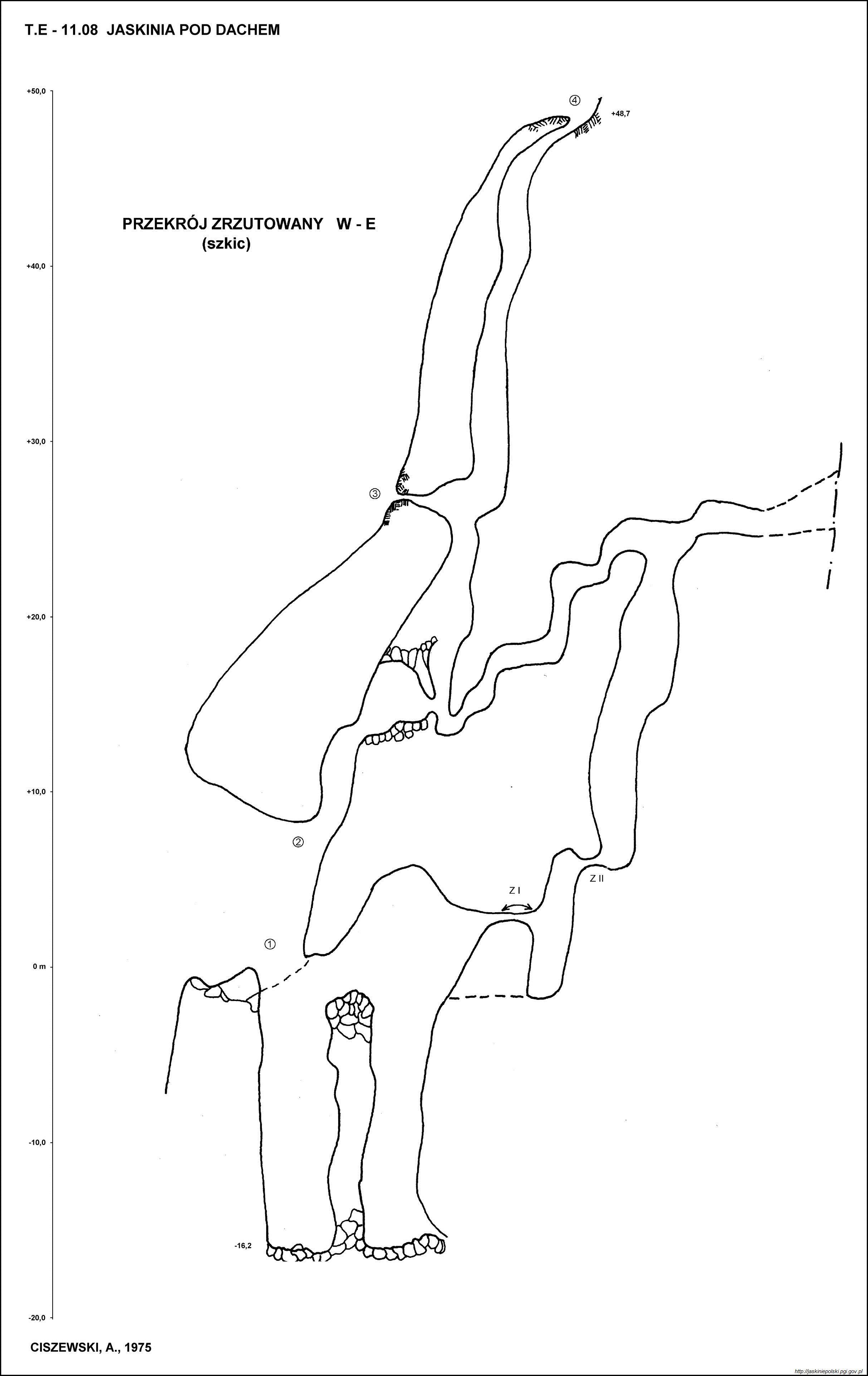
Przekrój jaskini

Jaskinia pod Dachem – jaskinia w ścianie Ratusza Mułowego w Dolinie Miętusiej w Tatrach Zachodnich. Ma cztery otwory wejściowe położone powyżej Jaskini nad Piargiem, odpowiednio na wysokości 1477, 1483, 1510 i 1526 metrów n.p.m. Jej długość wynosi 104 metry, a deniwelacja 66 metrów.

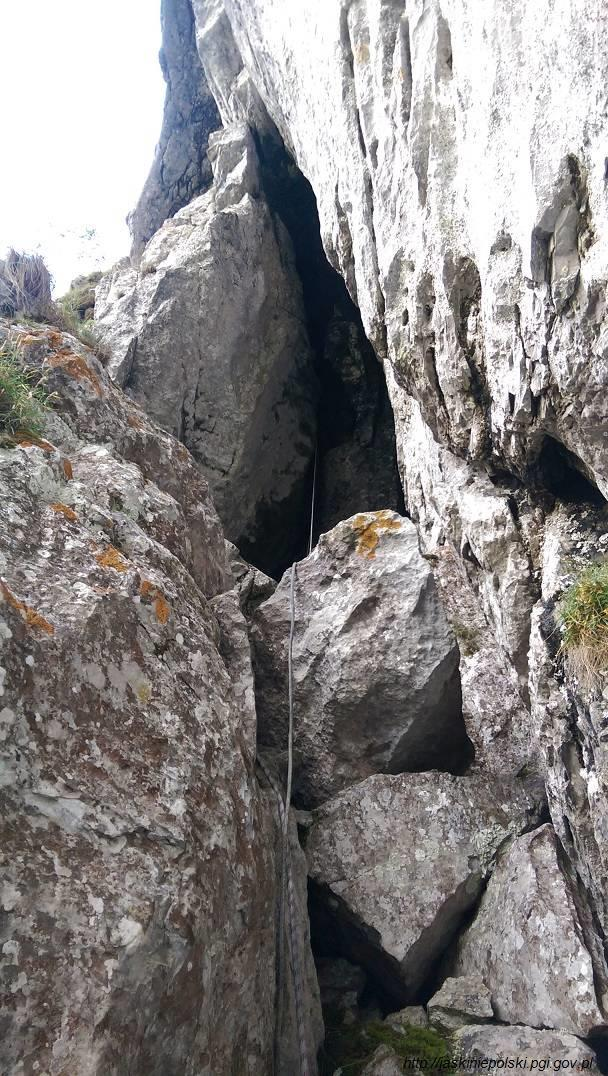
Otwór 2

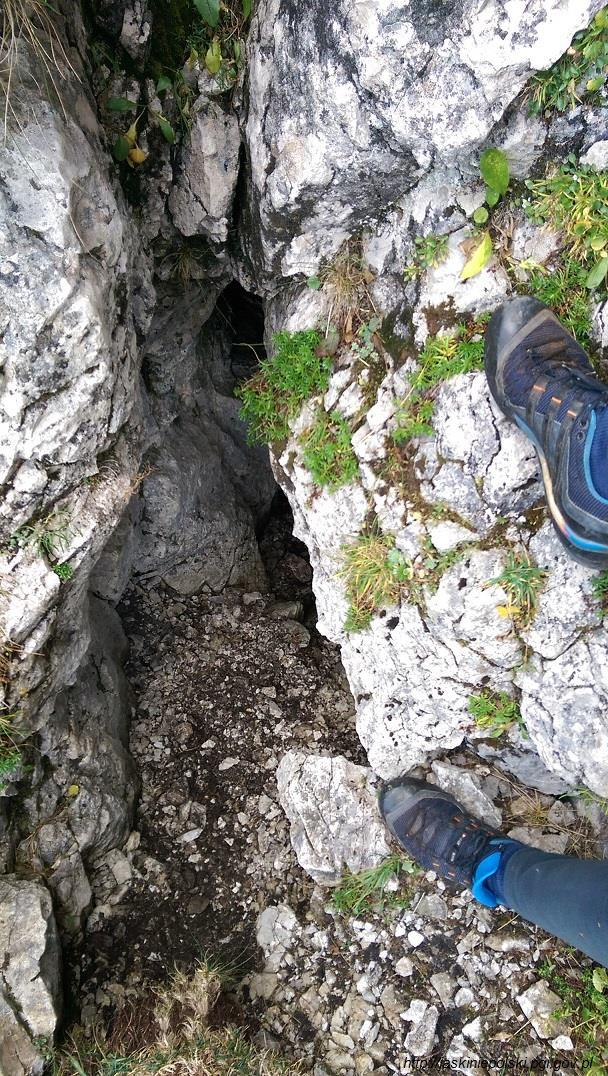
Otwór 3

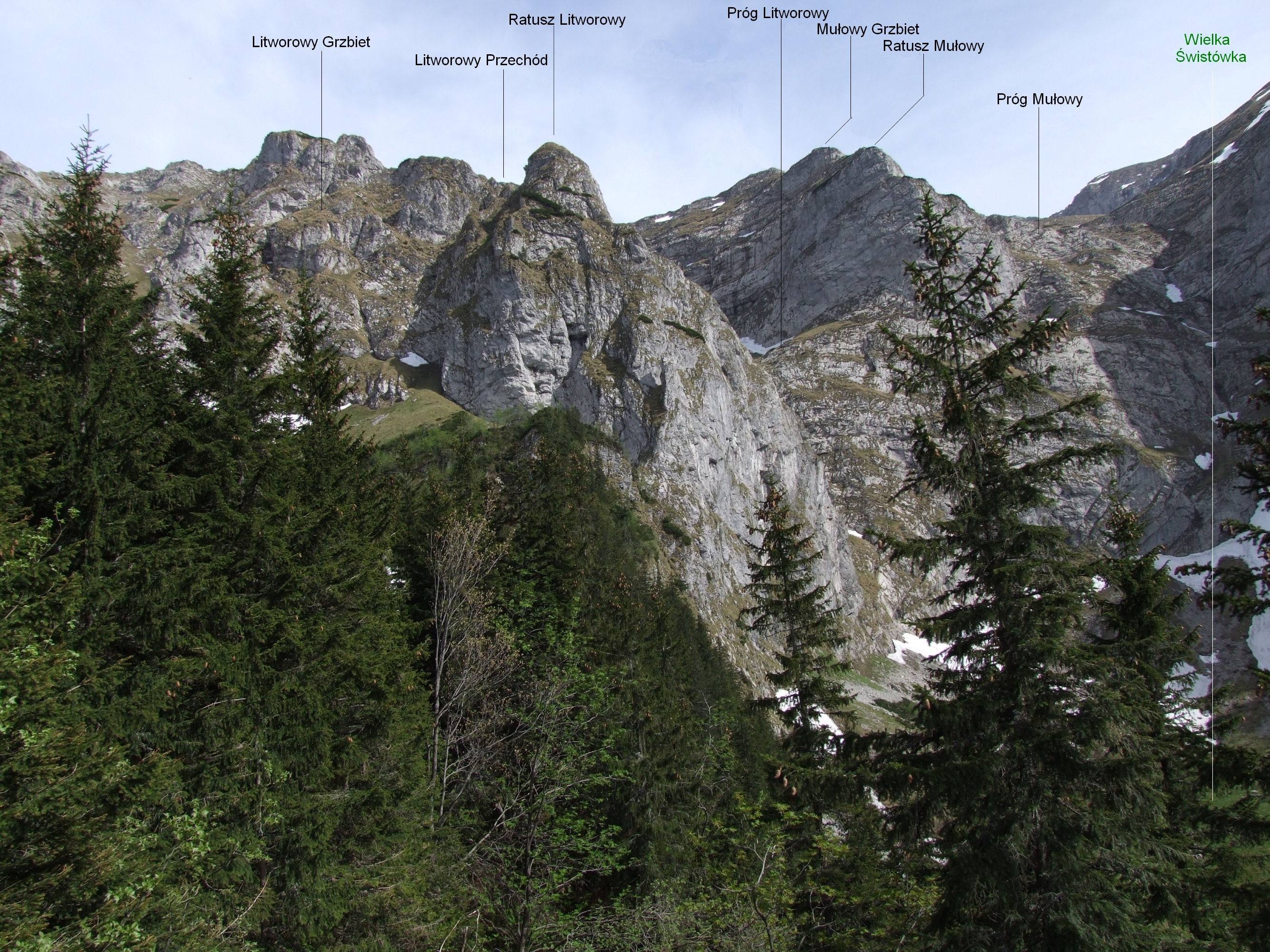
Otoczenie Wielkiej Świstówki w Dolinie Miętusiej

Jaskinia pod Dachem jest najniżej położoną z jaskiń Ratusza Mułowego. Ponad wejściem do niej znajdują się otwory Jaskini nad Dachem, Jaskini Lodowej Litworowej i Ptasiej Studni, połączonych ze sobą w system, którego korytarze mają razem powyżej 6 km.

## Opis jaskini
Ta trudno dostępna jaskinia stanowi system kominów przebiegających blisko powierzchni. Do dużych fragmentów korytarzy dociera odbite światło dzienne. Wspinaczka kominami we wnętrzu sięga VI stopnia trudności.
Od dolnego obszernego otworu zaczyna się ślepa studnia (17–18 metrów głębokości) ze śniegiem na dnie. Trawersując jej ścianę, dochodzi się na most nad II studnią, również ślepą, o głębokości 15 metrów. Trawersując również tę studnię, dociera się do salki, z której prowadzi pionowa szczelina kończąca się na dnie kominka z zaciskiem w stropie. Za zaciskiem dochodzi się do komina (18 metrów wysokości). Górny wylot komina przechodzi w ciasny meander, który prowadzi w dwie strony. W jedną po kilkunastu metrach zwęża się, przechodząc w szczelinę, w drugą prowadzi do zawaliskowej sali nad progiem (13 metrów), gdzie przez drugi otwór (na zdjęciu obok) można zjechać na półkę przy pierwszym otworze. Znad drugiego otworu można też wspiąć się w górę do salki przy kolejnym, trzecim otworze (na zdjęciu obok), skąd komin (22 metry wysokości) prowadzi do niewielkiego korytarzyka zakończonego czwartym otworem.

## Przyroda
Namulisko jaskini tworzą gruz i bloki skalne. Przy większych opadach od strony czwartego otworu płynie woda.  
W jaskini jest widno między drugim a czwartym otworem.

## Historia odkryć
Jaskinia została odkryta latem 1961 roku przez Tadeusza Branickiego i Ryszarda Rodzińskiego, którzy uznali ją za najtrudniej dostępną ze wszystkich znanych jaskiń polskich Tatr. Zbadali oni wówczas okolice I (najniżej położonego) otworu. Dalsze badania jaskini prowadzone były przez grotołazów z Krakowskiego Klubu Taternictwa Jaskiniowego (kierownik: Andrzej Ciszewski) w 1975 roku. Trzy akcje pozwoliły wtedy poznać resztę znanych dziś partii jaskini.